# ميلاني فيشر
ميلاني فيشر (بالألمانية: Melanie Fischer)‏ (27 يناير 1986 بالنمسا - ) هي لاعبة كرة قدم نمساوية في مركز الوسط. شاركت مع منتخب النمسا لكرة القدم للسيدات. أما مع النوادي، فقد لعبت مع بايرن ميونخ للسيدات ونادي واكر إنسبروك وUSG Ardagger/Neustadtl ‏ وSV Neulengbach ‏.

## وصلات خارجية
- ميلاني فيشر على موقع الاتحاد الدولي (مؤرشف)  (الإنجليزية)
- ميلاني فيشر على موقع الاتحاد الأوربي (الإنجليزية)
- ميلاني فيشر على موقع بيانات كرة القدم. دي إي (الألمانية)
- ميلاني فيشر على موقع عالم كرة القدم.نت (الإنجليزية)